# Неа Ираклия
Неа Ираклия (на гръцки: Νέα Ηράκλεια) е село в Егейска Македония, Гърция, в дем Неа Пропонтида, административна област Централна Македония. Според преброяването от 2001 година Неа Ираклия има 733 жители.

## География
Неа Ираклия е разположено в западната част на Халкидическия полуостров, на брега на Солунския залив на 5 километра северозападно от град Неа Каликратия.